# 迷吾
迷吾（めいご、拼音：Míwú、? - 87年）は、中国後漢時代の羌族の首領の一人。滇吾の子で東吾の弟。

## 生涯
羌では滇吾の息子の東吾が立ち、父が後漢に降ったように東吾も塞内に入居して守備に当たった。しかし、諸弟の迷吾らはしばしば略奪行為をおこなった。
建初元年（76年）、安夷県吏が卑湳種羌を略奪してその婦人を連れ去って妻とした。しかしその夫が安夷県吏を殺した上、安夷県長の宗延を追って塞を出た。種人は誅殺されることを恐れて共に宗延を殺し、勒姐・吾良の2種と結託して寇をなした。隴西太守の孫純は従事の李睦および金城の兵を派遣して和羅谷で会し、卑湳種らと戦い、数百人を斬首・捕虜とした。章帝（在位：75年 - 88年）は元度遼将軍の呉棠を護羌校尉に任命し、安夷に赴任させた。
建初2年（77年）夏、迷吾は遂に諸衆と兵を集め、塞を出て叛乱を起こそうとした。金城太守の郝崇はこれを追って茘谷で戦ったが、郝崇の兵が大敗し、郝崇は軽騎で脱出できたが、死者は2千余人にのぼった。ここにおいて諸種および属国盧水胡はことごとく相応し、呉棠は制できず罷免された。続いて武威太守の傅育が代わって護羌校尉となり、臨羌に赴任した。迷吾はまた封養種豪の布橋ら5万余人と共に隴西・漢陽を寇した。章帝は行車騎将軍の馬防・長水校尉の耿恭を派遣してこれを撃破させた。これによって臨洮・索西・迷吾らは降伏した。後漢は索西城を築き、隴西南部都尉を移してこれを守らせ、諸々の亭侯（ていこう：見張り台）を復活させた。
元和3年（86年）、迷吾は再び弟の号吾や諸雑種らと叛き、秋になって号吾が隴西界で略奪行為をおこなった。郡督烽掾の李章はこれを追い、号吾を生け捕った。郡に帰ろうとしたところ、号吾が「私ひとりを殺したところで何の意味もない」と言ってきたため、隴西太守の張紆は彼を釈放してやった。すると羌は各々の故地に帰り、迷吾は河北の帰義城に退居した。傅育は信義を失って討伐したくなかったので、諸羌胡同士を戦わせようと謀ったが、まったく相手にされず、羌胡は再び叛き、塞を出て迷吾に依った。
章和元年（87年）、傅育は隴西・張掖・酒泉の兵5千人を発兵することを請願した。傅育は自ら漢陽・金城の5千人を領し、2万の兵をあわせて諸郡とともに羌討伐に出た。これを聞いた迷吾は廬落（部落）を移して去った。傅育は精騎3千を選んでこれを追撃させ、夜になって建威の南の三兜谷に至り、襲撃は明日にすることとして何の備えもしなかった。そこで迷吾は伏兵300人で夜に傅育の営を襲撃し、営中は驚いて壊散走、傅育は馬を降りて戦ったが、10数人殺して戦死した。この戦いで死者は880人にのぼった。諸郡の兵が到着すると、羌は退去した。章帝は戦死した傅育に褒美を贈り、息子の傅毅を明進侯に封じてやった。護羌校尉は隴西太守の張紆が代わって担当し、1万人の兵が臨羌に駐屯することとなった。
章和元年（87年）、迷吾はまた諸種の歩騎7千人とともに金城塞に侵入した。張紆は従事の司馬防および金城の兵を遣わして木乗谷で会戦させた。迷吾の兵は敗走したため、通訳者を通じて投降を求めた。張紆はこれを受け入れて種人とともに臨羌県に帰還すると、種人を招いて宴会を開いた。しかし張紆は酒に毒をしこんで羌人に飲ませ、彼らが酔ったところを兵とともに襲いかかり、酋豪800数人を誅殺した。張紆は迷吾ら5人の頭を斬り、傅育の冢に祭ってやった。
迷吾の死後は息子の迷唐が後を継いだ。

## 参考資料
- 『後漢書』西羌伝